# Cenocroca
La bestia Cenocroca è un animale immaginario o una creatura leggendaria. La creatura era spesso e reciprocamente confusa con la Crocotta e chiamata anche Crocuta o Crocotte.

## Caratteristiche
Viene descritta come avente la voce umana ma al posto dei denti un solido osso; un taglio della bocca che arriva fino alle orecchie, le fauci e il petto del leone, il corpo d'asino, le corna di stambecco, il piede del cavallo ma diviso come quello del bue.
Possedeva la bizzarra caratteristica di non muovere mai le pupille e di guardare sempre dinanzi a sé; con la propria voce umana imitava i richiami degli uomini o i versi degli animali per attrarre le prede e divorarle.

## Riferimenti culturali
- La più antica menzione di una creatura chiamata Κροκόττας si trova all'interno della Geografia di Strabone, dove l'animale è descritto come un incrocio fra un cane e un lupo nativo dell'Etiopia.[2]
- La creatura viene descritta anche all'interno de Il nome della rosa di Umberto Eco dal monaco benedettino Adso da Melk.